# TS ROW Rybnik
TS ROW Rybnik – kobiecy klub piłkarski z Rybnika. Powstał w grudniu 2015 roku, posiada drużynę piłki nożnej kobiet oraz kobiecego futsalu.

## Piłka nożna kobiet
Klub został założony w grudniu 2015 roku. Latem 2016 roku nowa drużyna piłki nożnej kobiet przystąpiła do rozgrywek III ligi. Pierwszy sezon drużyna zakończyła na pierwszym miejscu w tabeli III ligi (grupa śląska II), wygrywając wszystkie spotkania. Po udanych barażach zespół uzyskał awans do II ligi. W pierwszym sezonie w II lidze (grupa III) zespół zajął pierwsze miejsce w tabeli z przewagą sześciu punktów nad drugim Rekordem Bielsko-Biała. Dało to awans do I ligi, gdzie w pierwszym sezonie rozgrywek grupy południowej drużyna uplasowała się w środku tabeli, na 6. miejscu. W kolejnym sezonie (2019/2020) drużyna jednak wygrała już te rozgrywki (choć sezon, z powodu pandemii COVID-19, zakończono po rozegraniu rundy wiosennej), awansując do Ekstraligi (najwyższy poziom ligowy).
Do 2020 roku zespół występował na obiekcie MOSiR-u w Rybniku-Kamieniu. Po awansie do Ekstraligi zespół musiał szukać nowego boiska, gdyż obiekt w Kamieniu nie spełniał wymogów najwyższej klasy rozgrywkowej. Ostatecznie drużyna przeniosła się na stadion Rymera Rybnik w Rybniku-Niedobczycach, uzyskując tym samym licencję na grę w Ekstralidze.

## Futsal kobiet
Klub posiada również kobiecą drużynę futsalu. W debiutanckim sezonie 2016/2017 zespół ten wywalczył trzecie miejsce w rozgrywkach futsalowej Ekstraligi, a w sezonie 2017/2018 wygrał turniej final four, zostając Mistrzem Polski.